# Gdakowo (gmina)
Gdakowo – dawna gmina wiejska istniejąca w latach 1946–1954 w woj. olsztyńskim (jej dawny obszar należy obecnie do woj. pomorskiego). Siedzibą władz gminy było Gdakowo.
Gmina Gdakowo powstała po II wojnie światowej na terenie tzw. Ziem Odzyskanych. 28 czerwca 1946 roku jako jednostka administracyjna powiatu suskiego gmina weszła w skład nowo utworzonego woj. olsztyńskiego. Według stanu z 1 lipca 1952 roku gmina była podzielona na 7 gromad: Gdakowo, Gonty, Gorowychy, Laskowice, Raniewo, Rodowo i Sypanica.
Gmina została zniesiona 29 września 1954 roku wraz z reformą wprowadzającą gromady w miejsce gmin. Jednostki nie przywrócono 1 stycznia 1973 roku po reaktywowaniu gmin.